# Peru International Series 2015
Die Peru International Series 2015 im Badminton fand vom 19. bis zum 22. Februar 2015 in Lima statt. Es war die erste Austragung der Veranstaltung.

## Sieger und Platzierte
| Disziplin    | Gold                           | Silber                             | Bronze                             |
| ------------ | ------------------------------ | ---------------------------------- | ---------------------------------- |
| Herreneinzel | Kevin Cordón                   | Daniel Paiola                      | Emre Vural                         |
| Herreneinzel | Kevin Cordón                   | Daniel Paiola                      | Bjorn Seguin                       |
| Dameneinzel  | Cemre Fere                     | Ebru Tunalı                        | Fabiana Silva                      |
| Dameneinzel  | Cemre Fere                     | Ebru Tunalı                        | Nikte Sotomayor                    |
| Herrendoppel | Emre Vural Sinan Zorlu         | Hugo Arthuso Daniel Paiola         | Mario Cuba Martín del Valle        |
| Herrendoppel | Emre Vural Sinan Zorlu         | Hugo Arthuso Daniel Paiola         | Mathew Fogarty Bjorn Seguin        |
| Damendoppel  | Lohaynny Vicente Luana Vicente | Paula Pereira Fabiana Silva        | Katherine Winder Luz María Zornoza |
| Damendoppel  | Lohaynny Vicente Luana Vicente | Paula Pereira Fabiana Silva        | Cemre Fere Ebru Tunalı             |
| Mixed        | Mario Cuba Katherine Winder    | Andrés Corpancho Luz María Zornoza | Hugo Arthuso Fabiana Silva         |
| Mixed        | Mario Cuba Katherine Winder    | Andrés Corpancho Luz María Zornoza | Alex Tjong Lohaynny Vicente        |